# Camille de Tornaco
Camille de Tornaco, né à Sterpenich le 6 avril 1807 et décédé à Bruxelles le 8 mars 1880, est un homme d'État belge. Il est le fils cadet de Charles Auguste de Tornaco et un frère de Victor de Tornaco.

## Biographie
Il est conseiller provincial de Liège (1837-1842), membre de la Chambre des Représentants pour l’arrondissement de Liège (1843-1848), il siéga ensuite au Sénat  pour l'arrondissement de Huy (1848-1880). Vice-président du Sénat (1863-1879), il succéda en 1879 au Prince de Ligne à la Présidence du Sénat, à la suite de la démission de ce dernier. Il mourut quelques mois plus tard « après une longue et pénible maladie ».
Il est inhumé dans la chapelle Saint-Hubert, en face du château de Vervoz.